# União das Freguesias de Almada, Cova da Piedade, Pragal e Cacilhas
União das Freguesias de Almada, Cova da Piedade, Pragal e Cacilhas, kürzer Almada, Cova da Piedade, Pragal e Cacilhas, ist eine portugiesische Gemeinde (Freguesia) im Kreis Almada mit 6,15 km² Fläche und 49.578 Einwohnern (2011).

## Geschichte
Die Gemeinde entstand im Zuge der Gebietsreform vom 29. September 2013 durch die Zusammenlegung der ehemaligen Gemeinden Cacilhas, Almada, Cova da Piedade und Pragal. Almada wurde Sitz der neuen Verwaltung.

## Demographie
| Freguesia | Freguesia                                  | Freguesia | Freguesia       | ehemalige Freguesias | ehemalige Freguesias | ehemalige Freguesias | ehemalige Freguesias |
| --------- | ------------------------------------------ | --------- | --------------- | -------------------- | -------------------- | -------------------- | -------------------- |
| Wappen    | Freguesia                                  | Einwohner | Fläche in (km²) | Wappen               | Freguesia            | Einwohner            | Fläche in (km²)      |
|           | Almada, Cova da Piedade, Pragal e Cacilhas | 49578     | 6,15            |                      | Almada               | 16.572               | 1,37                 |
|           | Almada, Cova da Piedade, Pragal e Cacilhas | 49578     | 6,15            | Cacilhas             | 5983                 | 1,09                 |                      |
|           | Almada, Cova da Piedade, Pragal e Cacilhas | 49578     | 6,15            | Cova da Piedade      | 19.849               | 1,42                 |                      |
|           | Almada, Cova da Piedade, Pragal e Cacilhas | 49578     | 6,15            | Pragal               | 7174                 | 2,27                 |                      |